# 杰汉·达鲁瓦拉
杰汉·达鲁瓦拉（英語：Jehan Daruvala，1998年10月1日—），印度賽車手，2020与2022年红牛青少年车队车手。现效力于世界电动方程式锦标赛玛莎拉蒂MSG车队。

## 车手生涯

### 欧洲三级方程式锦标赛
2017年，杰汉·达鲁瓦拉代表卡林巴兹车队参加国际汽联欧洲三级方程式锦标赛。由于达鲁瓦拉现在雷诺方程式与欧洲杯锦标赛中表现不俗，他被印度力量车队选为学院成员。他在该赛季表现优异，在蒙扎的首场比赛中便获得杆位，并在正赛中保持领先，最终取得第二名。
2018年，达鲁瓦拉选择继续与卡林巴兹车队合作。本赛季他总共登上了五次领奖台，包括一次胜利和一次杆位。由于得分不稳定，达鲁瓦拉在该赛季车手积分榜上只排名第十。